# Сульфид европия(III)
Сульфид европия(III) — бинарное неорганическое соединение, 
соль европия и сероводородной кислоты с формулой Eu2S3,
желто-оранжево-коричневые кристаллы,
не растворяется в воде.

## Получение
- Нагревание чистых веществ в инертной атмосфере или вакууме:

{\displaystyle {\mathsf {2Eu+3S\ {\xrightarrow {500-800^{o}C}}\ Eu_{2}S_{3}}}}
- Действие сероводорода, разбавленного водородом, на оксид европия(III):

{\displaystyle {\mathsf {Eu_{2}O_{3}+3H_{2}S\ {\xrightarrow {500^{o}C}}\ Eu_{2}S_{3}+3H_{2}O}}}

## Физические свойства
Сульфид европия(III) образует желто-оранжево-коричневые  кристаллы нескольких модификаций: 
- α-Eu2S3 — ромбическая сингония, пространственная группа P nma, параметры ячейки a = 0,7186 нм, b = 0,3794 нм, c = 1,5373 нм.
- β-Eu2S3
- γ-Eu2S3

## Химические свойства
- Окисляется при сильном нагревании на воздухе:

{\displaystyle {\mathsf {Eu_{2}S_{3}+3O_{2}\ {\xrightarrow {T}}\ Eu_{2}O_{2}S+2SO_{2}}}}